# Ajalisa
Ajalisa (en georgiano: ახალისა; en osetio: Ахалиса) es una aldea que pertenece a la parcialmente reconocida República de Osetia del Sur, parte del distrito de Tsjinval, aunque de iure pertenece al municipio de Eredvi de la región de Iberia Interior de Georgia.

## Toponimia
El asentamiento también se conoce con otros nombres como Atserisjevi (en georgiano: აწერისხევი).

## Geografía
Ajalisa se encuentra en la cabecera del río Arkinareti, a 26 kilómetros de Tsjinvali. La aldea se administra desde el pueblo de Zemo Bikari.  

## Historia
Tras la guerra de Osetia del Sur de 1991-1992, los osetios lograron controlar el pueblo y desde 2006, forma parte del municipio de Eredvi en la legislación georgiana.

## Demografía
La evolución demográfica de Ajalisa entre 1916 y 1989 fue la siguiente:
| 154                                                      | 138 | 119 | 56 | 25 | 34 | 27 |
| (Fuente: Population of South Ossetia since Soviet times) |     |     |    |    |    |    |

Según el censo soviético de 1959, la mayoría de la población local eran osetios. En los distintos censos, la composición étnica del pueblo era la siguiente:
|              | 1916      | 1916       |
| Grupo étnico | Población | Porcentaje |
| ------------ | --------- | ---------- |
| Georgianos   | 0         | 0%         |
| Osetios      | 154       | 100%       |
| Total        | 154       | 100%       |